# Paul-Henri de Le Rue
Paul-Henri de Le Rue (n. 17 aprilie 1984, Lannemezan, Midi-Pyrénées, Franța) este un sportiv ce a reprezentat Franța, medaliat olimpic. A participat la 3 ediții ale Jocurilor Olimpice (2006, 2010, 2014) în care a câștigat o medalie de bronz.